# Ewald Daub
Pour les articles homonymes, voir Daub (homonymie).
Ewald Daub, né le 13 octobre 1889 à Brunswick (duché de Brunswick) et mort le 4 novembre 1946 à Berlin, est un directeur de la photographie allemand.

## Biographie
Ewald Daub intègre l'industrie du cinéma au début des années 1910 et devient chef opérateur sur quatre films allemands muets sortis en 1919. Un de ses derniers films est Ce diable de garçon d'Helmut Weiss (avec Heinz Rühmann), sorti en 1944. Le dernier (achevé en 1944) sort en 1947, quelques mois après sa mort fin 1946, à 57 ans, de complications liées à une opération du rein.
Parmi sa centaine de films allemands (plus quelques documentaires), mentionnons également Hélène de Troie de Manfred Noa (1924, avec Vladimir Gaïdarov et Albert Steinrück), Lui et moi (1930), de et avec Harry Piel (aux côtés duquel il travaille à plusieurs reprises), ou encore Andreas Schlüter d'Herbert Maisch (1942, avec Heinrich George dans le rôle-titre).
Il contribue aussi à quatre films français (ou en coproduction), dont Un mauvais garçon de Jean Boyer et Raoul Ploquin (avec Danielle Darrieux et Henry Garat) et Les Pattes de mouches de Jean Grémillon (avec Renée Saint-Cyr et Pierre Brasseur), tous deux sortis en 1936.

## Filmographie partielle
(coproductions le cas échéant)

### Films allemands
- 1922 : Sterbende Völker (de) de Robert Reinert
- 1924 : Hélène de Troie (Helena) de Manfred Noa
- 1925 : Hochstapler wider Willer (en) de Géza von Bolváry
- 1927 : Gauner im Frack (en) de Manfred Noa
- 1928 : Immoralité (en) (Unmoral) de Willi Wolff
- 1929 : Männer ohne Beruf (de) de Harry Piel
- 1930 : Lui et moi (Er order ich) de Harry Piel
- 1931 : Le Capitaine de Koepenick (de) (Der Hauptmann von Köpenick) de Richard Oswald
- 1931 : L'Auberge du père Jonas (Bobby geht los) de Harry Piel
- 1932 : Loup-garou (Gehetzte Menschen) de Friedrich Fehér
- 1934 : Les Travailleurs sans âme (de) (Der Herr der Welt) de Harry Piel
- 1936 : L'Étudiant pauvre (Der Bettelstudent) de Georg Jacoby
- 1936 : Intermezzo (de) de Josef von Báky
- 1938 : Le Tigre du Bengale (Der Tiger von Eschnapur) de Richard Eichberg
- 1938 : Le Tombeau hindou (Das indische Grabmal) de Richard Eichberg
- 1938 : La Danse sur le volcan (de) (Der Tanz auf dem Vulkan) d'Hans Steinhoff
- 1939 : La Chair est faible (de) (Der Schritt vom Wege) de Gustaf Gründgens
- 1939 : La Femme aux tigres (de) (Männer müssen so sein) d'Arthur Maria Rabenalt
- 1939 : Maria Ilona de Géza von Bolváry
- 1940 : Amour bruyant (de) (Lauter Liebe) d'Heinz Rühmann
- 1940 : L'habit fait le moine (de) (Kleider machen Leute) d'Helmut Käutner
- 1942 : Andreas Schlüter d'Herbert Maisch
- 1943 : Wenn die Sonne wieder scheint de Boleslaw Barlog
- 1944 : Un ange qui triche (de) (Der Engel mit dem Saitenspiel) d'Heinz Rühmann
- 1944 : Ce diable de garçon (Die Feuerzangenbowle) d'Helmut Weiss

### Films français
- 1929 : Le Train sans yeux d'Alberto Cavalcanti
- 1936 : Un mauvais garçon de Jean Boyer et Raoul Ploquin
- 1936 : Michel Strogoff de Jacques de Baroncelli et Richard Eichberg
- 1936 : Les Pattes de mouches de Jean Grémillon